# Chrīstos
Chrīstos (in alfabeto greco: Χρήστος) è un nome proprio di persona greco maschile.

## Varianti
- Alterati: Χρηστάκης (Chrīstakīs)[1]

### Varianti in altre lingue
- Albanese: Kristaq[1]
- Greco antico: Χρῆστος (Chrestos)[1][2]
  - Femminili: Χρήστη (Chreste)[2]

## Origine e diffusione
Si tratta della forma moderna dell'antico nome greco Χρῆστος (Chrestos), tratto direttamente dal termine χρηστός (chrestos) che significa "utile", "buono", "servizievole"; il significato può quindi essere interpretato come "di buon servizio".
Il nome si è successivamente confuso con Χρίστος (Christos), la forma greca di Cristo, che è pronunciata allo stesso modo.

## Onomastico
L'onomastico si può festeggiare in memoria di più santi (il cui nome in italiano è reso con "Cresto"): san Cresto, martire con san Pappo a Tomi (oggi Costanza in Romania), ricordato il 3 aprile, e san Cresto, martire in Africa, commemorato il 18 dicembre.

## Persone

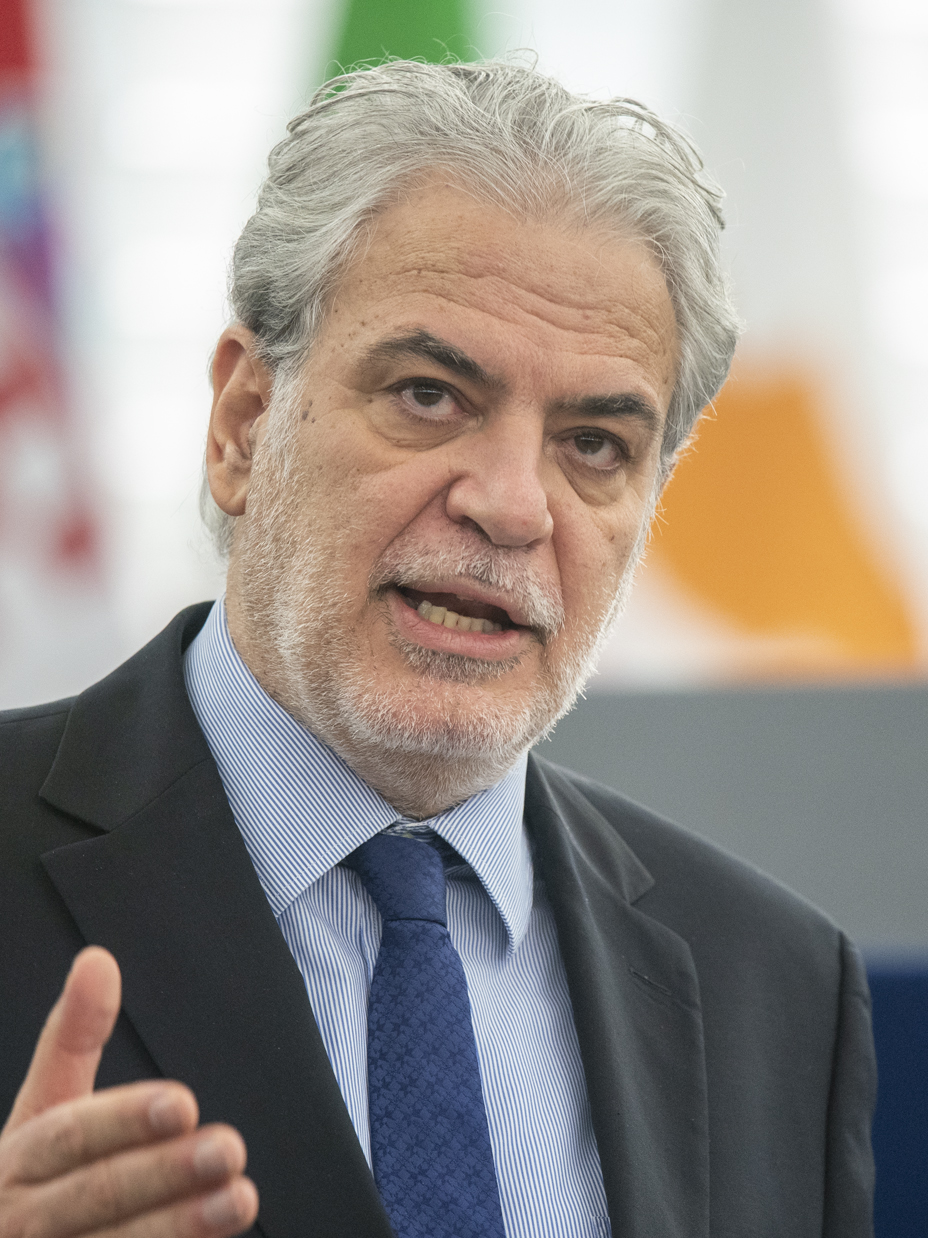
Chrīstos Stylianidīs

- Chrīstos Aravidīs, calciatore greco
- Chrīstos Afroudakīs, pallanuotista greco
- Chrīstos Kontīs, calciatore e allenatore di calcio greco
- Chrīstos Patsatzoglou, calciatore greco
- Chrīstos Sartzetakīs, politico e magistrato greco
- Chrīstos Stylianidīs, politico cipriota
- Chrīstos Tzolīs, calciatore greco

### Variante Kristaq
- Kristaq Mile, calciatore e allenatore di calcio albanese
- Kristaq Rama, scultore albanese